# Ghi
A ghi (dévanágari: घी; urdu گھی ghi; banglaঘী ghi; maráthi तूप toop; kannada ತುಪ್ಪ tuppa; tamil நெய் nei, telugu నెయ్యి neyyi) tradicionális indiai élelmiszer, házi vízibivaly (Bubalus bubalis) vagy tehén tejéből köpült vajból készül. A ghi készítésére azért volt szükség, mert a helyi klímában a vaj hamar megromlott, nem volt megoldható a hűtve tárolás. A ghikészítés során viszont a vajból minden könnyen romló komponens eltávozik: a vaj felforralása után elpárolog a nedvesség nagy része. A tejfehérje és a tejcukor kiválik, a fehérje fehér réteget képezve lesüllyed, a megolvadt vaj tetején pedig hab jelenik meg. A habot leszedve és a fehér alsó fehérjeréteget visszahagyva a középső zsiradékrétegből lesz a ghi.
A ghít Indiában, Pakisztánban, Bangladesben fogyasztják. Nem csak praktikus zsiradékfajta, hanem szorosan összefügg a vallással is, mivel az ájurvédikus konyha egy meghatározó alapanyaga is. Mára sokat vesztett népszerűségéből: részben az ára (indiai viszonylatban drága), részben pedig magas zsírtartalma miatt jóval kevesebben használják, mint egykor. Helyette növényi olajat használnak: északon és keleten a mustárolaj, délen és keleten a szezámolaj, míg nyugaton elsősorban a kókuszolaj a fő helyettesítője.

## Készítése
Célszerű egyszerre nagyobb mennyiséget készíteni belőle. Előnye, hogy sokáig (évekig) eltartható, mivel nem romlékony, hátránya viszont, hogy elkészítése sok időt vesz igénybe. Vastag fenekű edényben 1–2 kg vajat állandó kevergetés mellett lassú tűzőn hevítsünk fel forrásig, majd mérsékeljük a hőfokot. A keletkező habot időnként szedjük le róla. Addig hevítsük, amíg átlátszóvá, aranyszínűvé nem válik. Ha már nem habzik, vegyük le a tűzről, hagyjuk leülepedni. Finom szövésű anyagon vagy apró lyukú szűrőn szűrjük át. Ezután hagyjuk kihűlni, majd megszilárdulni. Ez a ghi készítésének hagyományos módja. Tárolása egyszerű: jól záródó üvegben akár hűtés nélkül is sokáig eltartható.

## Felhasználása
A ghi igazi felhasználási területe az ájurvédikus gyógyászat és konyha. Sütésre, főzésre kiválóan alkalmas, valamint az ájurvédikus masszázsban és a különböző pancsakarma-terápiákban is szerepet kap. A vaj hevítésével laktózmentes zsiradékot kapunk, így laktózérzékenyek is fogyaszthatják. 

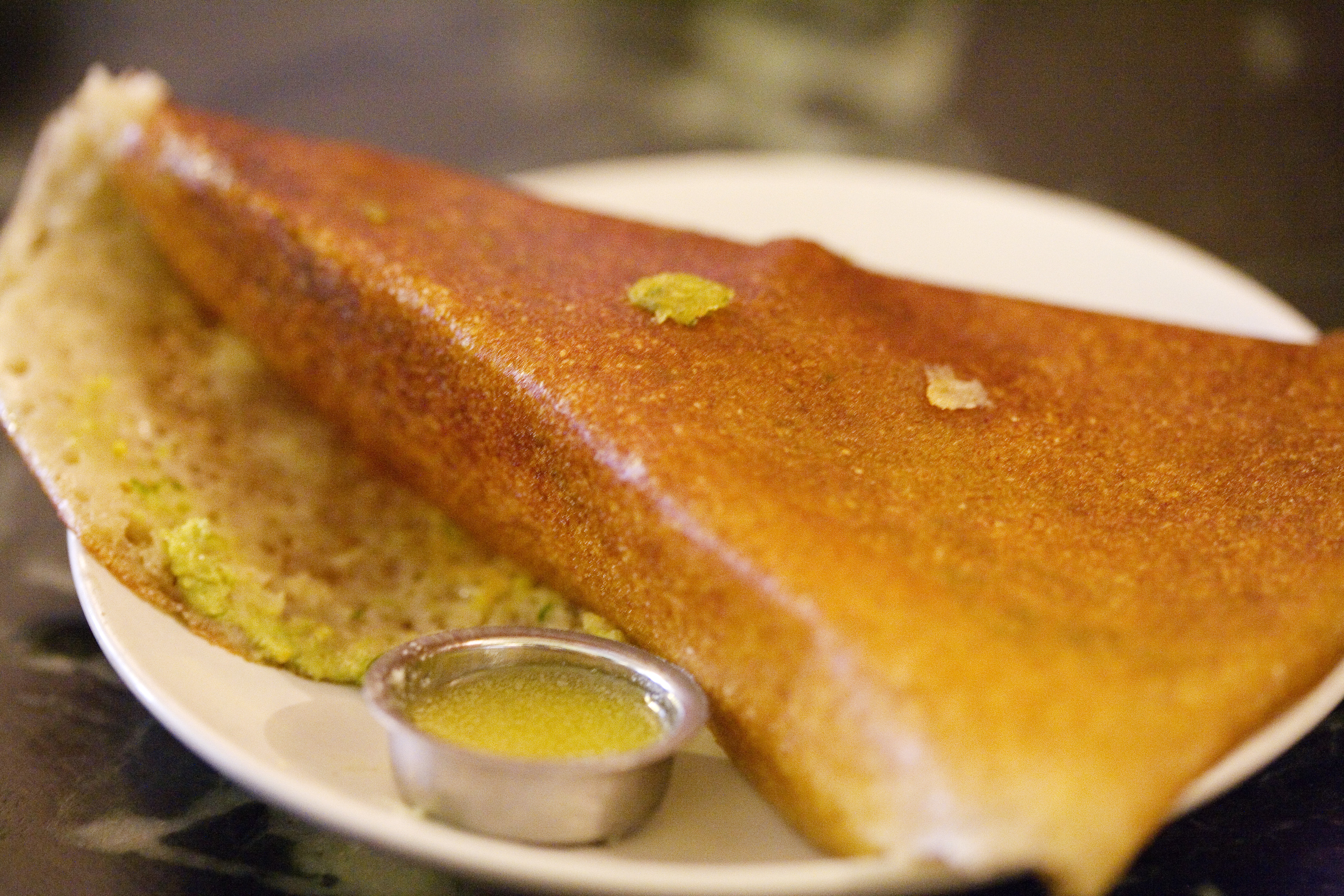
Dosa mellé tálalt folyékony ghi

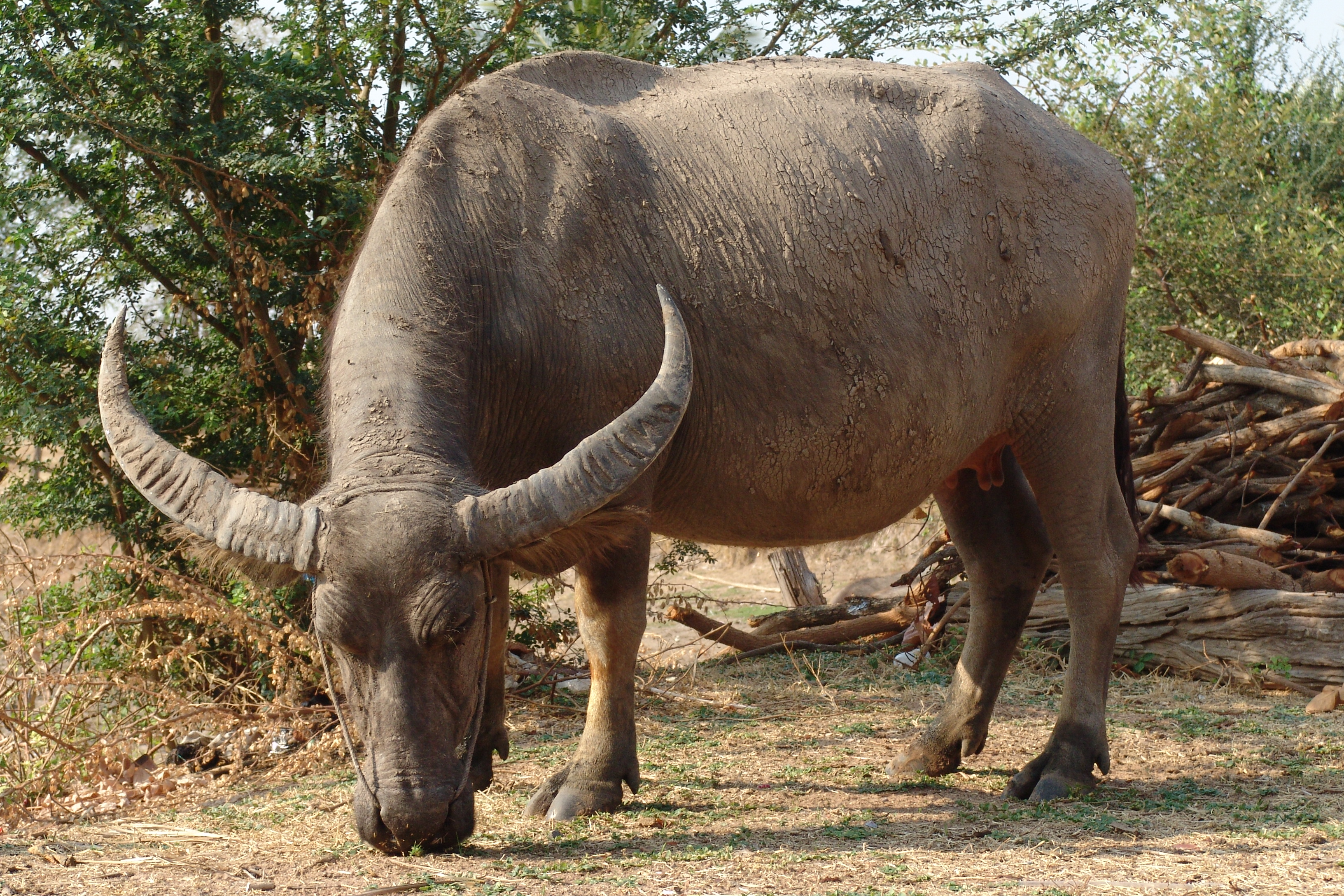
Vízibivaly

## Fordítás
- Ez a szócikk részben vagy egészben  a   Ghee című angol Wikipédia-szócikk fordításán alapul.  Az eredeti cikk szerkesztőit annak laptörténete sorolja fel. Ez a jelzés csupán a megfogalmazás eredetét és a szerzői jogokat jelzi, nem szolgál a cikkben szereplő információk forrásmegjelöléseként.